# Cholo Brenes
Rafael Andrés Brenes Guridi (* 16. Oktober 1942; † 3. Juli 2017 in Santo Domingo), bekannt als Cholo Brenes,  war ein dominikanischer Musikpromotor, Rechtsanwalt, Politologe, Soziologe und Kolumnist.
Brenes studierte Jura an der Universidad Autónoma de Santo Domingo und Politikwissenschaft in England, Spanien und Chile. 1973 kehrte er aus Chile in die Dominikanische Republik zurück, wo er durch Ramón Leonardo sozialkritische Songs kennenlernte. Dessen Gruppe Expresión Joven (mit  Puro Eduardo López, Manuel de Jesús und Chico González) war die erste, die er als Promotor und Manager betreute. Von Präsident Joaquín Balaguer autorisiert war er 1974 der Manager des Festivals der Protestmusik 7 Días con el Pueblo.
Zu den dominikanischen Musikern, deren Laufbahn er förderte, zählen Fernando Villalona, Wilfrido Vargas, Sergio Vargas, Watson Brazobán, Sonia Silvestre, Los Hijos del Rey, Ilegales, Ciudad de Ángeles und Negros y Ópalo. Bis kurz vor seinem Tod veröffentlichte er Kolumnen im El Nacional über lateinamerikanische Musik. An der Universidad Autónoma de Santo Domingo gab er Soziologievorlesungen. Brenes starb 2017 an den Folgen eines Diabetes.